# Архиепархия Ханоя
Архиепархия Ханоя (лат. Archidioecesis Hanoiensis) — архиепархия Римско-Католической Церкви с центром в городе Ханое, столице Вьетнама. В митрополию Ханоя входят епархии Бакниня, Буйчу, Виня, Лангшона и Каобанга, Тхайбиня, Тханьхоа, Фатдьема, Хайфона и Хынгхоа. Кафедральным собором архиепархии Ханоя является Кафедральный собор Святого Иосифа. С 17 ноября 2018 года архиепископ Ханоя — Жозеф Ву Ван Тьен.

## История
Святой Престол учредил 9 сентября 1659 года Апостольский викариат Тонкина, бреве Super cathedram Папы Александра VII выделив её из территории епархии Макао.
24 июля 1678 года уступил часть своей территории в пользу учреждения Апостольского викариата Восточного Тонкина (сегодня — епархия Хайфона) и в то же время принял название Апостольский викариат Западного Тонкина.
В 1680 году, другая часть территории была передана в пользу учреждения Апостольского викариата Сычуань (в настоящее время — епархия Чэнду).
27 марта 1846 года и 15 апреля 1895 года передал дополнительные территории в пользу учреждения, соответственно, Апостольского викариата Южного Тонкина (в настоящее время — епархия Винь) и Апостольского викариата Тонкинском верхней (в настоящее время — епархия Хынгхоа).
3 декабря 1924 года принял название Апостольский викариат Ханоя.
24 ноября 1960 года Апостольский викариат был возведён в ранг митрополии-архиепархии буллой Папы Иоанна XXIII Venerabilium Nostrorum.

## Ординарии
- епископ Франсуа Паллю, M.E.P. — (9 сентября 1659—1679) (позднее назначен апостольским викарием Фучжоу);
- епископ Jacques de Bourges, M.E.P. — (25 ноября 1679 — 9 августа 1714);
- епископ Edmond Bélot, M.E.P. — (9 августа 1714 — 2 января 1717);
- епископ François-Gabriel Guisain, M.E.P. — (3 октября 1718 — 17 ноября 1723);
- епископ Louis Néez, M.E.P. — (8 октября 1738 — 19 октября 1764);
- епископ Bertrand Reydellet, M.E.P. — (19 октября 1764 — 27 июля 1780);
- епископ Jean Davoust, M.E.P. — (18 июля 1780 — 17 августа 1789);
- епископ Jacques-Benjamin Longer, M.E.P. — (17 августа 1789 — 8 февраля 1831);
- епископ Joseph-Marie-Pélagie Havard, M.E.P. — (8 февраля 1831 — 5 июля 1838)
- епископ Святой Pierre-Rose-Ursule Dumoulin-Borie, M.E.P. — (5 июля — 24 ноября 1838);
- епископ Pierre-André Retord, M.E.P. — (24 ноября 1838 — 22 октября 1858);
- епископ Charles-Hubert Jeantet, M.E.P. — (22 октября 1858 — 24 июля 1866);
- епископ Joseph-Simon Theurel, M.E.P. — (24 июля 1866 — 3 ноября 1868);
- епископ Paul-François Puginier, M.E.P. — (3 ноября 1868 — 25 апреля 1892);
- епископ Pierre-Jean-Marie Gendreau, M.E.P. — (25 апреля 1892 — 7 февраля 1935);
- епископ François Chaize, M.E.P. — (7 февраля 1935 — 23 февраля 1949);
- кардинал Иосиф Мария Чинь Ньы Кхюэ — (18 апреля 1950 — 27 ноября 1978);
- кардинал Иосиф Мария Чинь Ван Кан — (27 ноября 1978 — 18 мая 1990);
- кардинал Павел Иосиф Фам Динь Тунг — (23 марта 1994 — 19 февраля 2005);
- архиепископ Иосиф Нго Куанг Кьет — (19 февраля 2005 — 13 мая 2010);
- кардинал Пётр Нгуен Ван Нён — (13 мая 2010 — 17 ноября 2018);
- архиепископ Жозеф Ву Ван Тьен — (17 ноября 2018 — по настоящее время).

## Суффраганные диоцезы
- Диоцез Бакниня;
- Диоцез Буйчу;
- Диоцез Виня;
- Диоцез Лангшона и Каобанга;
- Диоцез Тхайбиня;
- Диоцез Тханьхоа;
- Диоцез Фатдьема;
- Диоцез Хайфон;
- Диоцез Хынгхоа.

## Источник
- Annuario Pontificio, Ватикан, 2007.